# Барлоу (Кентаки)
Барлоу (енгл. Barlow) град је у америчкој савезној држави Кентаки.

## Демографија
По попису из 2010. године број становника је 675, што је 40 (-5,6%) становника мање него 2000. године.
| Група             | 2000.       | 2010.       |
| Белци             | 657 (91,9%) | 617 (91,4%) |
| Афроамериканци    | 34 (4,8%)   | 27 (4,0%)   |
| Азијати           | 0 (0,0%)    | 1 (0,1%)    |
| Хиспаноамериканци | 5 (0,7%)    | 9 (1,3%)    |
| Укупно            | 715         | 675         |